# 灰千岩崖畫
灰千岩崖畫位於重慶市江津区四面山鎮，文物遺址年代為漢以前，1992年3月19日列為重慶市第二批市級文物保護單位。2000年9月7日列為第一批重慶市文物保護單位。